# Synkopa (czasopismo)
Synkopa – Klub Miłośników Piosenki – dwumiesięcznik muzyczny wydawany przez PWM w Krakowie w latach 1971–1989.
Celem pisma była popularyzacja polskiej piosenki. Na jego zawartość składały się zapisy nutowe popularnych utworów polskich kompozytorów i autorów tekstów oraz wywiady ze znanymi wykonawcami, a także artykuły poświęcone rodzimej i zagranicznej muzyce pop, rockowej i jazzowej. Jako pismo niskonakładowe i sprzedawane w prenumeracie, „Synkopa” wielokrotnie udostępniała swoje łamy szeregu publicystom, którzy byli objęci zakazem publikacji, wydanym przez cenzurę PRL.  
W piśmie pisali m.in. Stefan Kisielewski, Zygmunt Mycielski, Zbigniew Adrjański, Dariusz Michalski, Wojciech Soporek, Marek Wiernik, Jan Skaradziński, Mateusz Święcicki.